# Битва під Баром (квітень 1920)

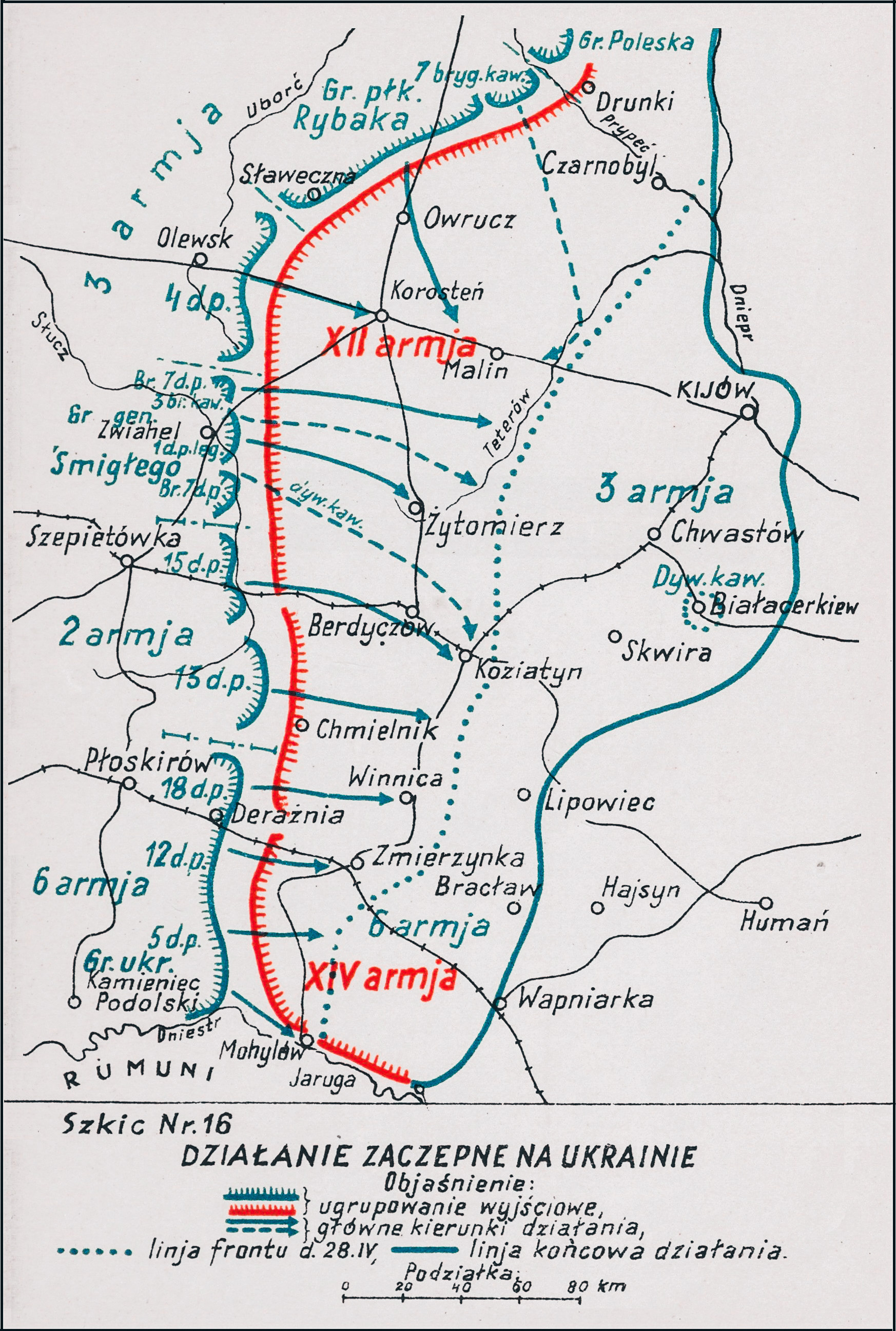
Адам Пржибильський,
Польська війна 1918—1921

Битва під Баром — бойові дії польського 52-го піхотного полку сотника Пьотра Кончица з частинами радянської 45-ї стрілецької дивізії, що воював на першому етапі Київської операції під час польсько-радянської війни.

## Загальна ситуація
25 квітня розпочався польський наступ на Україну. Згруповані на фронті від Старої Ушиці на Дністрі до Прип'яті, три польські армії наступали на схід. З радянського боку оборонялися радянська 12-а армія Сергія Меженінова і 14-а армія Ієроніма Уборевича, які мали сім стрілецьких дивізій та одну кавалерійську дивізію.
Головний удар завдавала 3-а армія Юзефа Пілсудського. Вона виділила зі своїх сил оперативну групу генерала Едварда Ридза-Сміглого, які наступали обабіч дороги Звягель — Житомир і просувалися до Києва на фронті завширшки 60 км. На південь від оперативної групи ген. 2-га армія Сміглого під керівництвом ген. Антонія Листовського. Ця армія наступала в загальному напрямку на Бердичів і Самгородок.
6-ій армії ген. Вацлаву Івашкевичу було поставлено завдання розгромити ворожі сили, згруповані вздовж залізничної лінії Бар — Жмеринка. На Бар рушила 12-а піхотна дивізія полк. Маріана Жегота-Янушайтіса, посилений групою полк. Леона Сіліцького у складі 38-го піхотного полку та 4-го Підгальського стрілецького полку.

## Бої під Баром
Район Бара обороняла радянська 45-та стрілецька дивізія з українською 3-ю стрілецькою дивізією на своїх крилах та 2-ю стрілецькою дивізією. Місцевість сприяла захисникам. Дві дороги вели із заходу через болота до двох мостів на річці перед Баром. Обидва мости і саме місто укомплектовувала стрілецька бригада, посилена трьома артилерійськими батареями. 25 квітня 12-та піхотна дивізія перервала радянський фронт біля Буцні. Проте група полк. Леона Сіліцкого була зупинена біля Васютинців і не встигла обійти Бар із північного сходу. Тому командир дивізії полковник Маріан Жегота-Янушайтіс вирішив розпочати фронтальний наступ і направив до Бара 52-й піхотний полк, посилений 3-м дивізіоном 12-го полку польової артилерії.
Командир 52-го піхотного полку кап. Пьотр Кончиц вирішив розпочати нічну атаку. 6-та і 8-а роти мали наступати на західний міст взводом саперів і взводом піхотних гармат під загальним командуванням поручника Яна Вітовського, а зі східного боку 5-та і 7-ма роти з кулеметним взводом 2-го підпор. Томасика під загальним керівництвом лейт. Диби. 10-та рота була резервом першої групи. 27 квітня близько 0.30 після короткої артилерійської підготовки роти почали атаку. 6 рота, підпоручника Марціна Навроцького підкріплена саперами підійшла до самого мосту. Вогневе прикриття своїми кулеметами забезпечував поручник Баран. Незважаючи на сильний удар радянських кулеметів, міст вдалося захопити, але наступати далі виявилося неможливим. Для посилення атаки в бій вступила 8 рота. В результаті кровопролитних і запеклих боїв першій групі вдалося увійти в місто.
Одночасно 7-ма рота 2-го лейт. Будрика штурмувала східний міст, а 5-а рота кілька разів намагалася наступати на місто. У цій ситуації командир групи лейтенант Диба віддав наказ про повторну підготовку штурму з використанням гранатометного вогню. У багнетному бою з використанням ручних гранат нарешті вдалося перейти міст. Зранку почалися вуличні бої. Ворог чинив сильний опір, польські роти билися за кожну хату. Вуличні бої тривали до раннього обіду. У другій половині дня частини 45-ї стрілецької дивізії відступили з міста.

## Баланс боїв
Бої за Бар завершилися перемогою 52-го піхотного полку. Радянська 45-та стрілецька дивізія була змушена відступити, а українська 3-тя січово-стрілецька бригада капітулювала. Однак бої під Баром і час, необхідний для роззброєння січових стрільців, затримали наступ 6-ї армії на два дні. Захоплено 6 великокаліберних кулеметів, схрони з продовольством і боєприпасами, значну кількість телефонного обладнання. Кілька десятків військових потрапили в полон. Бойовий успіх 52-го піхотного полку призвів до втрат 5 убитих і 93 поранених. Ворог втратив 20 вбитих і велику кількість поранених.

## Виноски
1. 1 2 3  Odziemkowski, 2004.
2. ↑  Bar, miejscowość na Ukrainie nad rzeką Row (dopływ Bohu)[1].
3. ↑  Przybylski, 1930.
4. 1 2 3  Odziemkowski, 1998.
5. ↑  Tym, 2020.
6. 1 2 3  Kutrzeba, 1937.
7. 1 2 3  Wysocki (red.), 2005.
8. 1 2 3 4  Pawlik, 1928.